# Львовский погром (1914)
Львовский погром 27 сентября 1914 года (укр. Льві́вський погро́м) — еврейский погром во Львове, учинённый российскими войсками против еврейского населения города и вошедший в историю как «кровавое воскресенье». В погроме приняли участие и местные жители.

## Ход событий
Во Львове, который был столицей Королевства Галиции и Лодомерии в Империи Габсбургов, до начала Первой мировой войны проживала крупная еврейская община. После начала войны в город начали прибывать тысячи еврейских беженцев из пограничных с Россией районов.
Российская армия заняла Львов 3 сентября 1914 года в результате Галицийской операции после ожесточённых боёв против армии Австро-Венгрии. 18 сентября генерал-губернатором оккупированной Галиции с резиденцией во Львове был назначен Георгий Бобринский.
Русские считали евреев проавстрийски настроенными и потенциальными предателями. Что послужило причиной погрома точно не известно. Согласно одним утверждениям, из нескольких еврейских домов были выстрелы в сторону русских солдат, по другим утверждениям, стреляли сами солдаты в своих офицеров. Погром начался с того, что русские казаки напали на находящихся поблизости мирных евреев. По разным данным в погроме погибло от 38 до 49 человек и примерно столько были ранены. Еврейское население подверглось грабежам, а еврейские учреждения были закрыты.
Ни один погромщик не был предан военно-полевому суду, но несколько евреев были арестованы и вскоре освобождены. Погромы и притеснения евреев прошли также в других городах Галиции, занятых российской армией.